# Болтино (Митищинський міський округ)
Бо́лтино (рос. Болтино) — присілок у складі Митищинського міського округу Московської області, Росія.

## Населення
Населення — 203 особи (2010; 156 у 2002).
Національний склад (станом на 2002 рік):
- росіяни — 99 %

## Пам'ятки архітектури
У присілку збереглася церква Святої Трійці збудована у 1866 році.